# Gregory Goyle
Gregory Goyle este un personaj fictiv din seria Harry Potter de J.K. Rowling interpretat de actorul Joshua Herdman.

## Gașca
D
Draco Reacredință
G
Gregory Goyle
V
Vincent Crabe
P
Pansy Parkinson